# Língua protocéltica
O protocélticoAO 1990 ou protoceltaAO 1990, também chamado de celta comum, é o suposto ancestral de todas as línguas celtas conhecidas. Falado provavelmente por volta de 800 a.C., seu léxico pode ser seguramente reconstruído com base no método comparativo da linguística histórica. O protocelta é uma língua descendente direta do protoindo-europeu e é amplamente considerada como a primeira das línguas indo-europeias a se espalhar na Europa norte-ocidental e atlântica. A área onde a língua parece ter primeiro se tornado perceptivelmente o protocelta, em oposição ao dialeto centum anterior, corresponde à cultura de Hallstatt, nas extremidades ocidentais do "Campo de Urnas".
A partir de aproximadamente 800 a.C., essa cultura por influência de elementos trácio-cimérios introduziu a Idade do Ferro na Europa. Os contemporâneos cimérios são de maneira diversa indicados como os ancestrais dos címbrios, dos sicambros e de Cymru, apesar de outras etimologias explicarem melhor o último termo.
A reconstrução do protocelta está atualmente sendo feita. Embora o céltico continental apresente muitas evidências fonológicas e algumas morfológicas, o material catalogado é ainda muito escasso para permitir uma reconstrução segura da sintaxe. Apesar de algumas sentenças completas estarem escritas em gaulês e celtibero, a literatura celta substancialmente mais antiga é encontrada no irlandês antigo, a mais antiga língua céltica insular registrada.

## Reconstrução fonológica

### Consoantes
As mudanças fonológicas das consoantes do PIE para o protocelta podem ser resumidas como segue. (Um asterisco [*] antes de uma letra ou palavra designa que o fonema ou lexema não é atestado e sim hipotético, uma forma reconstruída).
| PIE     | Protocéltico | Exemplo                                                  |
| ------- | ------------ | -------------------------------------------------------- |
| *p      | *φ           | *ph₂tēr > *φatīr 'pai'                                   |
| *t      | *t           | *treyes > *trīs 'três'                                   |
| *k, ḱ   | *k           | *kan- > *kan- 'cantar' *ḱm̥tom > *kantom 'cem'            |
| *kʷ     | *kʷ          | *kʷetwr̥ > *kʷetwar 'quatro'                              |
| *b      | *b           | *dʰub-no- > *dubno- 'profundo'                           |
| *d      | *d           | *derk- > *derk- 'ver'                                    |
| *g, ǵ   | *g           | *gli- > *gli- 'colar' *ǵenu- > *genu- 'mandíbula'        |
| *gʷ     | *b           | *gʷen- > *ben- 'mulher'                                  |
| *bʰ     | *b           | *bʰer- > *ber- 'carregar'                                |
| *dʰ     | *d           | *dʰeh₁- > *dī- 'sucção'                                  |
| *gʰ, ǵʰ | *g           | *gʰabʰ- > *gab- 'entrada' *ǵʰelH-ro- > *galaro- 'doença' |
| *gʷʰ    | *gʷ          | *gʷʰn̥- > *gʷan- 'matar, ferir'                           |
| *s      | *s           | *seno- > *seno- 'velho'                                  |
| *m      | *m           | *meh₂tēr > *mātīr 'mãe'                                  |
| *n      | *n           | *nepōt- > *neφūt- 'sobrinho'                             |
| *l      | *l           | *ligʰ- > *lig- 'lamber'                                  |
| *r      | *r           | *rēǵ-s > *rīgs 'rei'                                     |
| *y      | *y           | *yuwn̥ko- > *yuwanko- 'jovem'                             |
| *w      | *w           | *wlati- > *wlati- 'domínio, governo'                     |

Em contraste com a língua da qual se originou, o protocelta não usava a aspiração como caracterísitica para diferenciar os fonemas. Então, as consoantes sonoras aspiradas do protoindo-europeu *bʰ, *dʰ, *gʰ/ǵʰ fundiram-se com *b, *d, *g/ǵ. A consoante aspirada labiovelar *gʷʰ não se fundiu com *gʷ, apesar de *gʷ ter se tornado *b no protocelta, enquanto a aspirada *gʷʰ se tornou *gʷ. Assim, enquanto o PIE *gʷen- 'mulher' se transformou em ben no irlandês antigo e em benyw no galês, o PIE *gʷʰn̥- 'matar, ferir' é a origem do irlandês antigo gonaid e do galês gwanu.
O *p protoindo-europeu perdeu-se no protocelta, aparentemente atravessando os estágios *φ (como na tabela acima) e *h (talvez confirmado pelo topônimo Hercynia, se este for de origem céltica) antes de sumir completamente no início das palavras e entre vogais. Ao lado de consoantes, o *φ protocelta experimentou diferentes mudanças: os grupos consonantais *φs e *φt transformaram-se em *xs e *xt respectivamente no protocelta. O *sp- PIE tornou-se o s irlandês antigo e o britônico f; enquanto Schrijver (1995, 348) argumenta que havia um estágio intermediário *sφ- (onde *φ permaneceu um fonema independente até depois do celta protoinsular ter se dividido no goidélico e no britônico), McCone (1996, 44–45) acha mais econômico acreditar que *sp- permaneceu imutável no protocelta, isto é, a mudança *p para *φ não acontece quando precedido por *s. (Similarmente, a lei de Grimm não se aplica a *p, t, k após *s nas línguas protogermânicas).
| Protocéltico                     | Irlandês antigo | Galês    |
| -------------------------------- | --------------- | -------- |
| *laφs- > *laxs- 'brilho'         | las-aid         | llach-ar |
| *seφtam > *sextam 'sete'         | secht           | saith    |
| *sφeret- ou *speret- 'calcanhar' | seir            | ffêr     |

Em gaulês e nas línguas britônicas, um novo som *p apareceu como reflexo do fonema protoindo-europeu *kʷ. Conseqüentemente uns julgam o gaulês petuar[ios] e o galês pedwar 'quatro', comparáveis ao irlandês antigo *cethair e ao latim quattuor. Até que este novo /p/ preencha o espaço no conjunto de fonemas que havia sido deixado vazio pelo desaparecimento do equivalente no PIE, nós podemos pensar numa mudança em cadeia.
Os termos céltico-P e céltico-Q são úteis quando se deseja agrupar as línguas célticas de acordo com o caminho que elas tomaram neste fonema. Porém uma simples divisão em céltico P e Q pode não ser rígida, e não fazer justiça às evidências das línguas célticas continentais antigas. O grande número de raras inovações comuns entre as línguas célticas insulares são muitas vezes apresentados como evidência em oposição à divisão céltico-P versus céltico-Q, mas eles podem em vez disso refletir uma influência do substrato comum a partir de línguas pré-célticas das Ilhas Britânicas, e neste caso seriam irrelevantes à classificação das línguas célticas.
As línguas célticas-Q talvez podem também ter /p/ nas palavras estrangeiras incorporadas, apesar de em alguns empréstimos do galês para o irlandês o /k/ foi usado para substituir o som, como no gaélico Cothrige, uma forma antiga de "Padraig". O gaélico póg, 'beijo', foi um empréstimo posterior (da segunda palavra da frase latina osculum pacis, 'beijo de paz') em um estágio onde o p foi tomado emprestado diretamente como p, sem a substituição por c.

### Vogais
O sistema vocálico protocéltico é muito parecido àquele reconstruído para o protoindo-europeu por Antoine Meillet. As diferenças incluem a incidência do celta *ī no lugar do PIE *ē (por exemplo, o gaulês rix e o irlandês rí, 'rei'; comparado ao latim rēx) e *ā em vez de *ō.
| PIE                                         | Protocéltico                                                | Exemplo                                                |
| ------------------------------------------- | ----------------------------------------------------------- | ------------------------------------------------------ |
| *a, h₂e                                     | *a                                                          | *h₂ebon- > *abon- 'rio'                                |
| *ā, *eh₂                                    | *ā                                                          | *bʰreh₂tēr > *brātīr 'irmão'                           |
| *e, h₁e                                     | *e                                                          | *seno- > *seno- 'velho'                                |
| *"ə" (qualquer H laríngeo entre consoantes) | *a                                                          | *ph₂tēr > *ɸatīr 'pai'                                 |
| *ē, eh₁                                     | *ī                                                          | *wērh₁o- > *wīro- 'verdade'                            |
| *o, Ho, h₃e                                 | *o                                                          | *rotos > *rotos 'roda'                                 |
| *ō, eh₃                                     | na sílaba final, *ū                                         | *nepōt- > *neɸūt- 'sobrinho'                           |
| *ō, eh₃                                     | em qualquer outro lugar, *ā                                 | *deh₃no- > *dāno- 'presente'                           |
| *i                                          | *i                                                          | *gʷitu- > *bitu- 'mundo'                               |
| *ī, iH                                      | *ī                                                          | *rīmeh₂ > *rīmā 'número'                               |
| *ai, h₂ei, eh₂i                             | *ai                                                         | *kaikos > *kaikos 'cego' *seh₂itlo- > *saitlo- 'idade' |
| *(h₁)ei, ēi, eh₁i                           | *ē                                                          | *deiwos > *dēwos 'deus'                                |
| *oi, ōi, h₃ei, eh₃i                         | *oi                                                         | *oinos > *oinos 'um'                                   |
| *u                                          | antes de wa, o                                              | *yuwn̥kos > *yowankos 'jovem'                           |
| *u                                          | em qualquer outro lugar, *u                                 | *srutos > *srutos 'correnteza'                         |
| *ū, uH                                      | *ū                                                          | *ruHneh₂ > *rūnā 'mistério'                            |
| *au, h₂eu, eh₂u                             | *au                                                         | *tausos > *tausos 'silêncio'                           |
| *(h₁)eu, ēu, eh₁u; *ou, ōu, h₃eu, eh₃u      | *ou                                                         | *teuteh₂ > *toutā 'povo' *gʷōu- > *bou-                |
| *l̥                                          | antes de pontos, *li                                        | *pl̥th₂nos > *ɸlitanos 'longe'                          |
| *l̥                                          | antes de outras consoantes, *al                             | *kl̥yākos > *kalyākos 'galo'                            |
| *r̥                                          | antes de pontos, *ri                                        | *bʰr̥ti- > *briti- 'ação de comportamento; mente'       |
| *r̥                                          | antes de outras consoantes, *ar                             | *mr̥wos > *marwos 'os mortos'                           |
| *m̥                                          | *am                                                         | *dm̥-na- > *damna- 'dominar, submeter, subjugar'        |
| *n̥                                          | *an                                                         | *dn̥t- > *dant- 'dente'                                 |
| *l̥H                                         | antes de oclusivas, *la                                     | *wl̥Hti- > *wlati- 'nobreza'                            |
| *l̥H                                         | antes de sonoras, *lā                                       | *pl̥Hmeh₂ > *ɸlāmā 'mão'                                |
| *r̥H                                         | antes de oclusivas, *ra                                     | *mr̥Htom > *mratom 'traição'                            |
| *r̥H                                         | antes de sonoras, *rā                                       | *ǵr̥Hnom > **grānom 'grão'                              |
| *m̥H                                         | *am/mā (presumivelmente com a mesma distribuição acima)     | (?)                                                    |
| *n̥H                                         | *an or *nā (presumivelmente com a mesma distribuição acima) | provavelmente *gn̥h₃to- > *gnato- 'inteligente'         |

A vogal *ə é o chamado "schwa indo-germânico", agora interpretada como uma vogal laringeal entre duas consoantes.

## Transição para o galês
As mudanças fonéticas regulares consonantais do protocelta para o galês pode ser resumido na tabela seguinte. Onde os grafemas galeses têm um valor diferente dos símbolos correspondentes do AFI, o valor equivalente do AFI é indicado entre barras. V representa uma vogal; C representa uma consoante.
| Consoante Protocéltica | Consoante galesa |
| ---------------------- | ---------------- |
| *b-                    | b                |
| *-bb-                  | b                |
| *-VbV-                 | f /v/            |
| *d-                    | d                |
| *-dd-                  | d                |
| *-VdV-                 | dd /ð/           |
| *g-                    | g                |
| *-gg-                  | g                |
| *-VgV-                 | (perdida)        |
| *h-                    | (perdida)        |
| *-h-                   | (perdida)        |
| *j-                    | i                |
| *k-                    | c                |
| *-kk-                  | ch /x/           |
| *-VkV-                 | g                |
| *kʷ-                   | p                |
| *-kʷ-                  | b                |
| *l-                    | ll /ɬ/           |
| *-ll-                  | l                |
| *-VlV-                 | l                |
| *m-                    | m                |
| *-mb-                  | m                |
| *-Cm-                  | m                |
| *-m-                   | f /v/            |
| *n-                    | n                |
| *-n-                   | n                |
| *-nd-                  | n, nn            |
| *-nt-                  | nt, nh           |
| *r-                    | rh /r̥/           |
| *-r-                   | r                |
| *s-                    | h, s             |
| *-s-                   | s                |
| *t                     | t                |
| *-t-                   | d                |
| *-tt-, *-ct-           | th /θ/           |
| *w-                    | gw               |
| *sw-                   | chw /xw/         |

## Morfologia
A morfologia (estrutura) dos substantivos e adjetivos demonstra não carregar as mudanças da língua da qual se originou. Por outro lado, os verbos célticos insulares mostram uma característica peculiar desconhecida em qualquer outra língua indo-europeia conhecida: os verbos têm diferentes formas de conjugação dependendo se eles aparecem na posição inicial absoluta da sentença (o céltico insular tem a ordem das palavras na sentença verbo-sujeito-objeto) ou se são precedidos por um adjunto adverbial. A situação é mais firmemente confirmada no irlandês antigo, mas aparece de certa forma no gaélico escocês e alguns traços estão também presentes no galês médio.
As formas que aparecem na posição inicial da sentença são chamadas absolutas, e aquelas que aparecem após um adjunto conjuntas. O paradigma do presente do indicativo na voz ativa do verbo irlandês antigo beirid 'carregar' é indicado a seguir; as formas conjuntas são exemplificadas com o adjunto ní 'não'.
|                    | Absoluta                 | Conjunta                      |
| ------------------ | ------------------------ | ----------------------------- |
| 1ª pessoa singular | biru "eu carrego"        | ní biur "eu não carrego"      |
| 2ª pessoa singular | biri "tu carregas"       | ní bir "tu não carregas"      |
| 3ª pessoa singular | beirid "ele/ela carrega" | ní beir "ele/ela não carrega" |
| 1ª pessoa plural   | bermai "nós carregamos"  | ní beram "nós não carregamos" |
| 2ª pessoa plural   | beirthe "vós carregais"  | ní beirid "vós não carregais" |
| 3ª pessoa plural   | berait "eles carregam"   | ní berat "eles não carregam"  |

No gaélico escocês esta distinção é ainda encontrada no futuro:
| Absoluta                 | Conjunta                       |
| ------------------------ | ------------------------------ |
| cuiridh "colocarei"      | cha chuir "não colocarei"      |
| òlaidh "beberei"         | chan òl "não beberei"          |
| ceannaichidh "comprarei" | cha cheannaich "não comprarei" |

No galês médio, a distinção é vista mais claramente nos provérbios seguindo a fórmula "X acontece, Y não acontece" (Evans 1964: 119):
- Pereid y rycheu, ny phara a'e goreu "Os sulcos do arado resistem, quem as fez não".
- Trenghit golut, ny threingk molut "A riqueza acaba, a fama não".
- Tyuit maban, ny thyf y gadachan "Um bebê cresce, suas fraldas não".
- Chwaryit mab noeth, ny chware mab newynawc "Um garoto sem roupas brinca, um com fome não".

Antigas análises da distinção, como registrado por Thurneysen (1946, 360 ff.), afirmam que as terminações absolutas derivam das "terminações primárias" do protoindo-europeu (usadas nos tempos presente e futuro) enquanto as terminações conjuntas derivam das "terminações secundárias" (usadas no tempo passado). Assim, o irlandês antigo beirid 'ele/ela carrega' deve ter evoluído a partir de *bʰereti (similar ao sânscrito bharati 'ele/ela carrega'), enquanto a forma conjunta beir deve ter evoluído a partir de *bʰeret (similar ao sânscrito a-bharat 'ele/ela estava carregando').
Atualmente, no entanto, muitos estudiosos do celta concordam que Cowgill (1975), seguindo uma ideia já apresentada por Pedersen (1913, 340 ff.), encontrou a solução correta para a origem da distinção absoluta/conjunta: uma partícula enclítica, reconstruída como *es após consoantes e *s após vogais, viria na sentença na segunda posição. Se a primeira palavra na sentença fosse um outro adjunto, *(e)s viria em seguida e assim antes do verbo. Mas se o verbo fosse a primeira palavra na sentença, *(e)s seria adicionado a ele. Sob essa teoria, então, o irlandês antigo absoluto beirid originou-se do protocelta *bereti-s, enquanto a conjunta ní beir originou-se de *nī-s bereti.
A origem de *(e)s permanece desconhecida. Cowgill sugere que ela talvez seja uma forma semanticamente reduzida de *esti 'é', enquanto Schrijver (1994) argumenta que *(e)s é derivada da partícula eti 'e então', que é verificada no gaulês.
As línguas célticas continentais não possuem qualquer distinção absoluta/conjunta. No entanto, elas parecem apresentar apenas as ordens das palavras na sentença sujeito-verbo-objeto e sojeito-objeto-verbo, como nas outras línguas indo-europeias. A distinção absoluta/conjunta deve assim ser um instrumento da ordem de palavras verbo-sujeito-objeto que apareceu no céltico insular.